# Järnvägen Leipzig-Plagwitz–Leipzig Miltitzer Allee

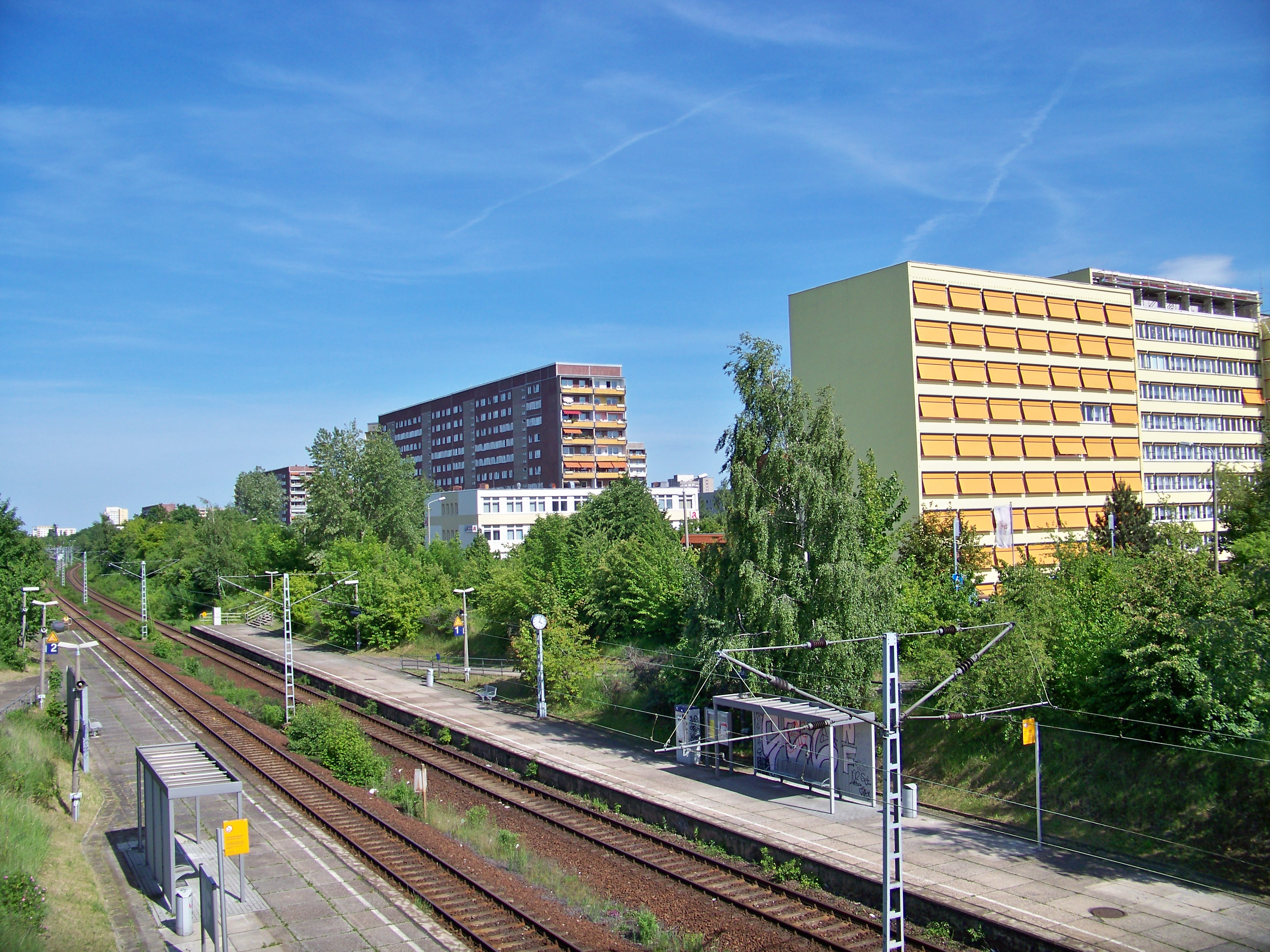
Karlsruher Straße, en av fyra stationer i Grünau.

Järnvägen Leipzig-Plagwitz–Leipzig Miltitzer Allee är en dubbelspårig elektrifierad järnväg i Leipzig. Järnvägen går från Leipzig-Plagwitz järnvägsstation till Leipzig Miltitzer Allee järnvägsstation. Järnvägen är en del av S-Bahn Mitteldeutschland och trafikeras av linje S1.

## Historia
Linjen har, från Leipzig-Plagwitz järnvägsstation, byggts ut i fyra etapper sedan 1970-talet i takt med att stadsdelen Grünau exploaterats. I den första etappen gick tågen till Leipzig-Grünauer Allee. I december 1980 förlängdes linjen till Leipzig Allee-Center. Tre år senare i juni 1983 förlängdes järnvägen ytterligare till Leipzig Karlsruher Straße. Den sista etappen invigdes ett halvår senare, i december 1983, till Leipzig Miltitzer Allee.
Linjen var från början del av linje C på Leipzig S-bahn och blev en del av linje A 1984. Sedan dess går tågen mellan Grünau och Gaschwitz via huvudstationen. 1992 bytte linjen namn till S1 och gick till Leipzig Hauptbahnhof.